# Nissan Interstar
Nissan Interstar — серия малотоннажных автомобилей, выпускаемых компанией Nissan с 1998 года. 

## Первое поколение (1997—2010)
Первое поколение появилось на рынке как совместный проект. Будучи разработанными компанией Renault, эти модели дебютировали в 1998 году в виде двух почти идентичных автомобилей: как Opel Movano (в Великобритании продавался как Vauxhall Movano) и Renault Master. Упомянутое соглашение коснулось также и младшего брата, Renault Trafic. В автомобильной индустрии подобные соглашения в совместном использовании платформы не редкость, они существуют, например, между Fiat и Peugeot/Citroen, Volkswagen и Mercedes.
Автомобили этого поколения комплектовались дизельными двигателями Renault S8W/S9W, S9U, G9T и Nissan YD объёмами 2.2, 2.5 и 2.8 л. 
В конце 2003 года был проведён фейслифтинг автомобиля. Основные изменения коснулись передней части, небольшие изменения получили также задние фары и приборная панель. 

## Второе поколение (2010 — 2024; Nissan NV400)
Основная статья: Renault Master III
Новое поколение Nissan Interstar было представлено в мае 2010 года, но под названием NV400. Автомобиль также выпускается под несколькими марками (Opel/Vauxhall Movano и Renault Master) Однако, впервые автомобили от Opel и Nissan доступны в заднеприводной комплектации, в том числе и со спаренными задними колёсами. Автомобили всех марок комплектуются дизелем объёмом 2.3 л, доступным в трёх вариантах мощности от 100 до 150 л.с. В 2021 году при выходе Nissan Townstar были переименованы коммерческие модели Nissan: NV300 в Primastar, NV400 в Interstar.

## Третье поколение (2024 — настоящее время)
В феврале 2024 года было представлено 3 поколение Nissan Interstar. От собрата Renault Master авто отличается дизайном передней части в новом фирменном стиле Nissan с широкой решёткой радиатора. Коэффициент аэродинамики фургона улучшен на 20%.
Как и прежде, линейка Nissan Interstar будет широкой и разнообразной – предложат грузовые, грузопассажирские и пассажирские версии разной длины. Грузоподъемность авто составляет до 2 тонн, также можно буксировать 2,5-тонный прицеп. Электромобиль Nissan Interstar-e оснащают моторами на 130 и 143 л. с., а также батареями емкостью 40 и 87 кВт∙ч. Запас хода составляет 200 и 460 км, соответственно. Быстрая зарядка переменным током на 100% занимает менее 4 часов. Позже появятся 2,0-литровые дизельные Nissan Interstar. У всех версий модели улучшена маневренность – диаметр разворота уменьшен на 1,5 м.